# Odorrana tormota
Odorrana tormota  (лат.) — вид земноводных из семейства настоящих лягушек.
Общая длина достигает 3,2-5,6 см. Наблюдается половой диморфизм: самка крупнее самца. Одновременно присутствуют обратный диморфизм: гортань самца больше гортани самки. Голова немного сжатая с боков. Морда сильно вытянута. Глаза большие. Ухо у самца расположено внутри черепа. Барабанные перепонки очень тонкие. Туловище вытянутое, коренастое. Кожа покрыта небольшими бородавками, покрывающими боковые стороны, спину и горло. Самцы обладают двумя парами боковых резонаторов. Конечности мощные с вытянутыми пальцами. Благодаря своему строению уха и резонаторов самцы способны выдавать и получать высокочастотные звуки и ультразвуковые сигналы (выше 20 кГц).
Окраска спины светло-коричневая с чёрными полосками, идущими от глаз к носу, после чего сужается и тянется до конца спины. Брюхо светло-жёлтого цвета. Верхняя часть радужки золотистая, нижняя — тёмно-коричневая.
Любит субтропические и тропические влажные леса, кустарники, держится около ручьёв. Встречается на высоте от 150 до 700 метров над уровнем моря. Активна ночью. Питается мелкими насекомыми и их личинками.
Размножение происходит в июне. Самка откладывает яйца ночью, пряча их в почве или пещерах, недалеко от водоёма.
Живёт в китайских провинциях Аньхой и Чжэцзян.